# Sony Ericsson Xperia Pureness
Il Sony Ericsson Xperia Pureness è un telefono cellulare di Sony Ericsson prodotto dal 2009. Si caratterizza per lo schermo 1,8" trasparente e monocromatico e per il particolare design.

## Caratteristiche tecniche

### Design ed hardware
Il dispositivo è contraddistinto dallo schermo trasparente monocromatico, con una diagonale di 1,8", risoluzione 240 x 320 pixel (222 ppi) e resistente ai graffi. Il design è minimale, il tasto d'accensione è posto sul retro e i tasti sono posti su 4 strisce in plastica lucida che risultano completamente nere e mostrano le classiche scritte della tastiera fisica, il tasto centrale con le 4 frecce direzionai è un quadrato retroiluminato di bianco, con ai lati il tasto retroilluminato verde di chiamata e il tasto retroilluminato rosso di fine chiamata. Non c'è un bilanciere del volume, ma due tasti separati (a destra quello per alzare il volume e a sinistra quello per abbassarlo). A destra c'è inoltre lo slot per l'inserimento della SIM, a sinistra la Fast Port, porta di ricarica proprietaria dei Sony Ericsson e in basso lo speaker. La batteria ai polimeri di litio non è removibile, le dimensioni sono di 102 x 43 x 13 millimetri ed il peso è di 70 grammi. La connettività è GSM quad-band ed HSDPA, inoltre è presente il Bluetooth 2.1 e il cavo dati USB inserito nella confezione insieme alle cuffie Bluetooth e al tag Xperia Services, che consente servizi 24/7 tra cui la sostituzione in 48 ore del telefono. La memoria interna è di 2 GB e non è espandibile.

### Software e multimedialità
Il software è caratterizzato dalla classica Sony Ericsson UI, che veniva inserita dal marchio nei propri telefoni e il menù può essere visualizzato come griglia d'icone, icone una alla volta con a fianco tutte le icone o semplicemente un'icona alla volta. L'Activity Menu consente l'accesso alle app preferite a cui l'utente sceglie di associare una scorciatoia e alla lista delle app in uso per gestire il multitasking.
Il telefono può memorizzare 1000 contatti e 7000 numeri, memorizzabili o nella memoria interna o nella SIM, ma non in entrambe e la multimedialità si limita agli SMS (con dizionario T9), MMS, email, riproduzione musicale (con una versione modificata del riproduttore Walkman 3.0) in formati MP3, WAV, WMA, M4A, E-AAC con equalizzatore MegaBass e modalità stereo, riproduzione di video (in scala di grigi) in formati 3GP ed MP4 fino alla risoluzione 640 x 360 pixel e radio FM con memorizzazione fino a 20 canali, supporto RDS e riconoscimento musicale TrackID.
La navigazione in internet è consentita dal browser Access NetFront 3.4 ed è presente la sincronizzazione remota del calendario e dei contatti, una versione preinstallata di Pac-Man, il calendario, le note, la calcolatrice, la sveglia, il cronometro ed il timer.